# Czysci Tawaryskija
Czysci Tawaryskija (biał. Чысці Таварыскія; ros. Чисти-Товарищеские, Czisti-Towariszczeskije) – wieś na Białorusi, w obwodzie witebskim, w rejonie dokszyckim, w sielsowiecie Biarozki. W 2009 roku liczyła 3 mieszkańców.